# Árvay József (nyelvész)
Árvay József (Brassó, 1916. június 28. – Sepsiszentgyörgy, 1975. január 16.) magyar nyelvész, helytörténész.

## Életútja
A kolozsvári egyetemen tanult, pályáját ugyanott a Magyar Nyelvtudományi Intézetben kezdte: a térszíni formák barcasági és kalotaszegi elnevezéseiről írt tanulmányai a Magyar Népnyelv c. évkönyv 1942-es és 1943-as kötetében, kisebb közleményei az Erdélyi Múzeumban jelentek meg. 1945-től Sepsiszentgyörgyön múzeumi igazgatóőr, 1947-től középiskolai tanár, 1953-tól az Állami Levéltár fiókjának igazgatója; itt talált rá Kemény Zsigmondnak az Apor család levéltárában rejtőző, elveszettnek hitt naplójára.
Háromszék múltjával a Népi Egység, Előre, Korunk, Megyei Tükör és az Aluta hasábjain foglalkozott. Munkája: A barcasági Hétfalu helynevei (Kolozsvár, 1943). Hátrahagyott kéziratai közt Réty, a Nyikó-mente s a Gyergyói-medence történeti személy- és helységnévanyaga s Bajkó Elek A vándor huszár c. múlt századi önéletírásának kiadásra készített szövege szerepel, erről számolt be Egy székely paraszt emlékirata c. alatt a Korunk 1957/8-as számában.